# Свобода (македоно-одрински кръжок)
„Свобода“ е  таен девически македоно-одрински кръжок, съществувал в Кюстендил, Княжество България, от 1900 до 1903 година.

## История
Организацията е основана на 6 април 1900 година по идея на водача на Вътрешната македоно-одринска революционна организация (ВМОРО) Гоце Делчев от М. Казанджиев, Тодор Цеков - Гладстон и Йордан Левков, членове на Тайния македоно-одрински кръжок. Целта на кръжока е пропаганда на революционните идеи, патриотично възпитание в български дух и материално подпомагане на освободителната борба. Чрез Никола Зографов кръжокът е на двойно подчинение на ВМОРО и на Върховния комитет. Членките на организацията са около 35 души. Настоятелството на дружеството се събира два пъти месечно. То събира членски внос, организира сказки, създава собствена библиотека с революционни книги. Приет е и Наказателен закон. Председател на Настоятелството е Марика Ангелова (Норма), секретарка Люба Манова (Симидчиева).
Дружеството прекратява дейността си след Илинденско-Преображенското въстание от лятото на 1903 година.